# Sebastian Häfele
Sebastian Häfele (* 10. September 1983) ist ein ehemaliger deutscher Basketballspieler.

## Laufbahn
Häfele wuchs in Trier auf und spielte für den TVG Trier. In der Saison 2002/03 kam der 2,04 Meter große Flügelspieler für Bayer Leverkusen auf einen Einsatz in der Basketball-Bundesliga. Im Sommer 2003 wechselte er nach Trier zurück. Häfele war in der Saison 2003/04 Mitglied des Bundesliga-Aufgebots von TBB Trier, wirkte in drei Spielen der höchsten deutschen Spielklasse mit und war gleichzeitig beim Oberligisten TVG Baskets Trier mit 16,8 Punkten je Begegnung bester Korbschütze. Im Vorfeld des Spieljahres 2004/05 schloss er sich dem Zweitligisten TV Langen an.
Häfele studierte Rechtswissenschaft, 2012 wurde an der Albert-Ludwigs-Universität Freiburg seine Doktorarbeit (Private Rechtsdurchsetzung im Kartellrecht und die Kronzeugenregelung: eine Untersuchung unter besonderer Berücksichtigung der Akteneinsichts- und Dokumentenzugangsrechte von Kartellgeschädigten) angenommen. In seiner juristischen Tätigkeit als Rechtsanwalt und Partner der Kanzlei Kirkland & Ellis sind das Gesellschafts- und Kapitalmarktrecht seine Fachgebiete.
Seit 2006 ist er Mitglied der katholischen Studentenverbindung KDStV Ripuaria Freiburg im Breisgau im CV.